# Staatsbibliothek Unter den Linden
Die Staatsbibliothek Unter den Linden ist ein Baudenkmal im Berliner Ortsteil Mitte und als Haus Unter den Linden eines der beiden Hauptgebäude der Staatsbibliothek zu Berlin. In den Jahren 1903–1914 nach Plänen Ernst Ihnes im Stil des Neobarock errichtet, beheimatete sie bis 1945 neben der Preußischen Staatsbibliothek und der Universitätsbibliothek auch die Preußische Akademie der Wissenschaften. Nach Beschädigungen im Zweiten Weltkrieg sowie teilweisen Umbauten in der DDR erfolgte 2005–2019 die vollständige Sanierung und Erweiterung des Komplexes. Seit der deutschen Wiedervereinigung 1990 beheimatet sie Teile der Staatsbibliothek zu Berlin und der Berlin-Brandenburgischen Akademie der Wissenschaften. Die Staatsbibliothek Unter den Linden gehört zu den größten Gebäuden Berlins und den bedeutendsten Bibliotheken der Welt.

## Architektur
Für die Königliche Bibliothek, die zuvor ihren Sitz im gegenüberliegenden Gebäude am Opernplatz hatte, wurde der Königliche Marstall abgerissen und im Auftrag Wilhelms II. nach Plänen Ernst von Ihnes  in den Jahren 1903–1914 an selber Stelle ein neues Gebäude im Stil des Neobarock errichtet. Die Baukosten für den gesamten Komplex, ohne Inneneinrichtung, betrugen zwölf Millionen Mark (kaufkraftbereinigt in heutiger Währung: rund 78,9 Millionen Euro). Mit 107 m Breite und 170 m Länge ist es das zweitgrößte Gebäude in der historischen Mitte nach dem Berliner Schloss.
Über dem rustizierten Sockel erheben sich innenliegend zwölf Etagen, außen sind diese als dreigeschossige Fassade ausgeführt. Gegliedert ist die Fassade in Mittelrisalite mit kompositen Dreiviertelsäulen und Seitenrisalite mit kolossalen Pilastern. Neben dem Tympanonrelief Kunst und Technik huldigen Athena über dem Hauptportal schmücken Sitzbilder von Gelehrten, die von Otto Lessing geschaffen wurden, die Fassade. Ursprünglich befanden sich in den Medaillons am Haupteingang drei Büsten berühmter Persönlichkeiten, darunter Leibniz und Schiller, die spätestens nach dem Zweiten Weltkrieg entfernt wurden. Hinter dem dreitorigen Hauptportal liegt der mit einer Springbrunnenanlage geschmückte Ehrenhof, in dessen Fassade die Standbilder zweier antiker Philosophen eingelassen sind.
Hinter dem ionischen Risalit des Ehrenhofs eröffnet sich die mit einem Tonnengewölbe versehene Haupttreppe, die durch eine Serliana der dorischen Ordnung zu einem weiteren mit Pilastern und Sitzbildern ausgestatteten Portal führt. Dahinter gipfelte der Weg im überkuppelten Universitätslesesaal, der den künstlerischen Höhepunkt der Königlichen Bibliothek darstellte. Für die Untergliederung des rundförmigen Saals sorgten acht Risalite mit jeweils zwei kolossalen Pilastern. Der untere Bereich des Lesesaals wurde durch marmorne toskanische Säulen unterteilt, die wiederum eine darüberliegende begehbare Empore trugen. Über den acht Bögen überspannte eine monumentale mit Kassetten durchgliederte Kuppel den Saal. In den Nischen der Kuppel standen acht Skulpturen, die jeweils eine Höhe von 3,50 m hatten. 
Die Gestaltung der weiteren Innenräume entsprach damals wie heute den verschiedenen Nutzungen. Während etwa die hohen und repräsentativen Treppenhäuser mit hellem Steinputz versehen wurden, sind die Direktionsräume mit Parkett und dunkler Holzverkleidung ausgestattet, der einstige Festsaal (heute: Wilhelm-von-Humboldt-Saal) über dem Eingangstor sowie weitere Veranstaltungsräume sind repräsentativer gestaltet.

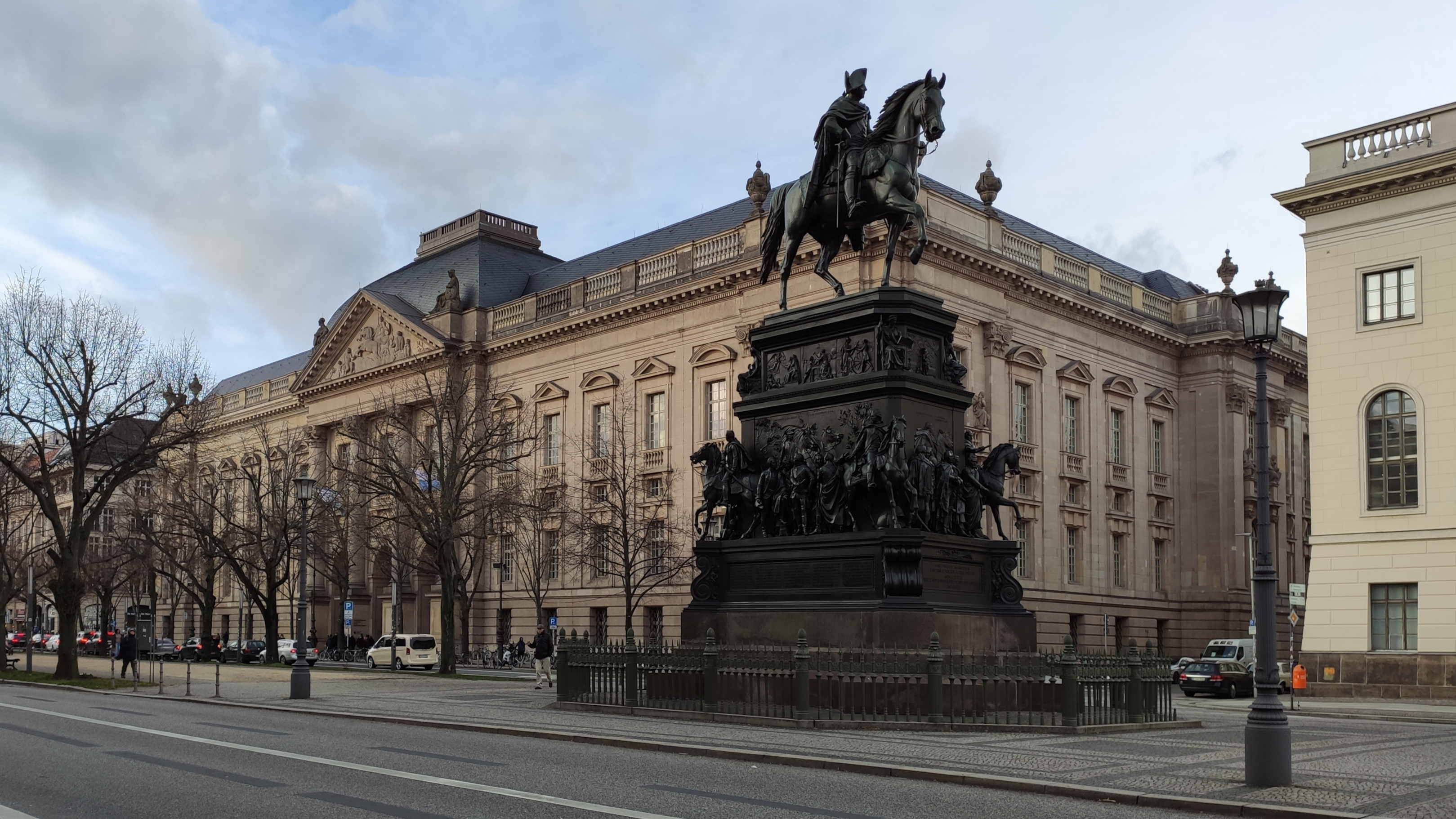
Die Staatsbibliothek UdL, 2023
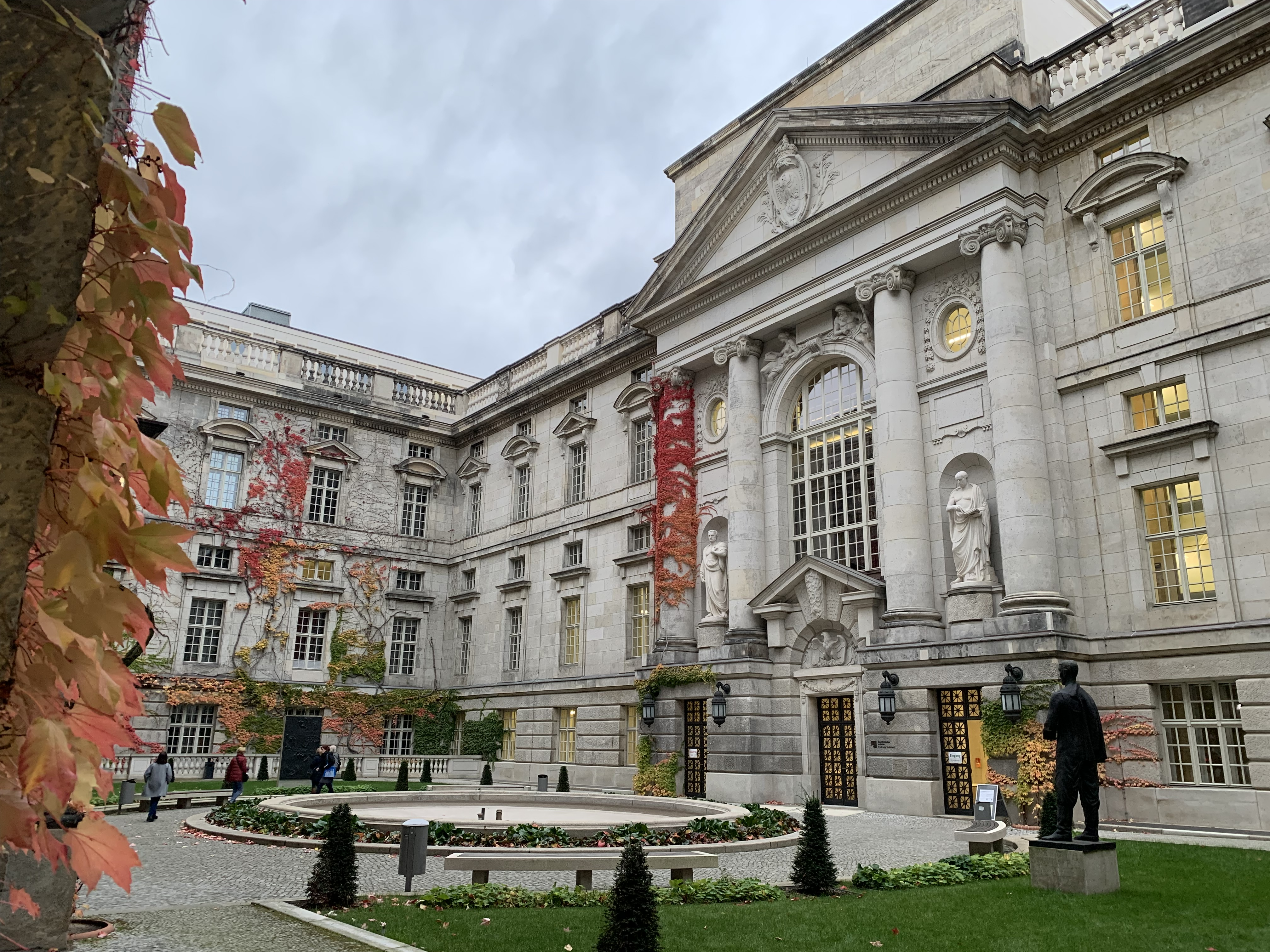
Innenhof
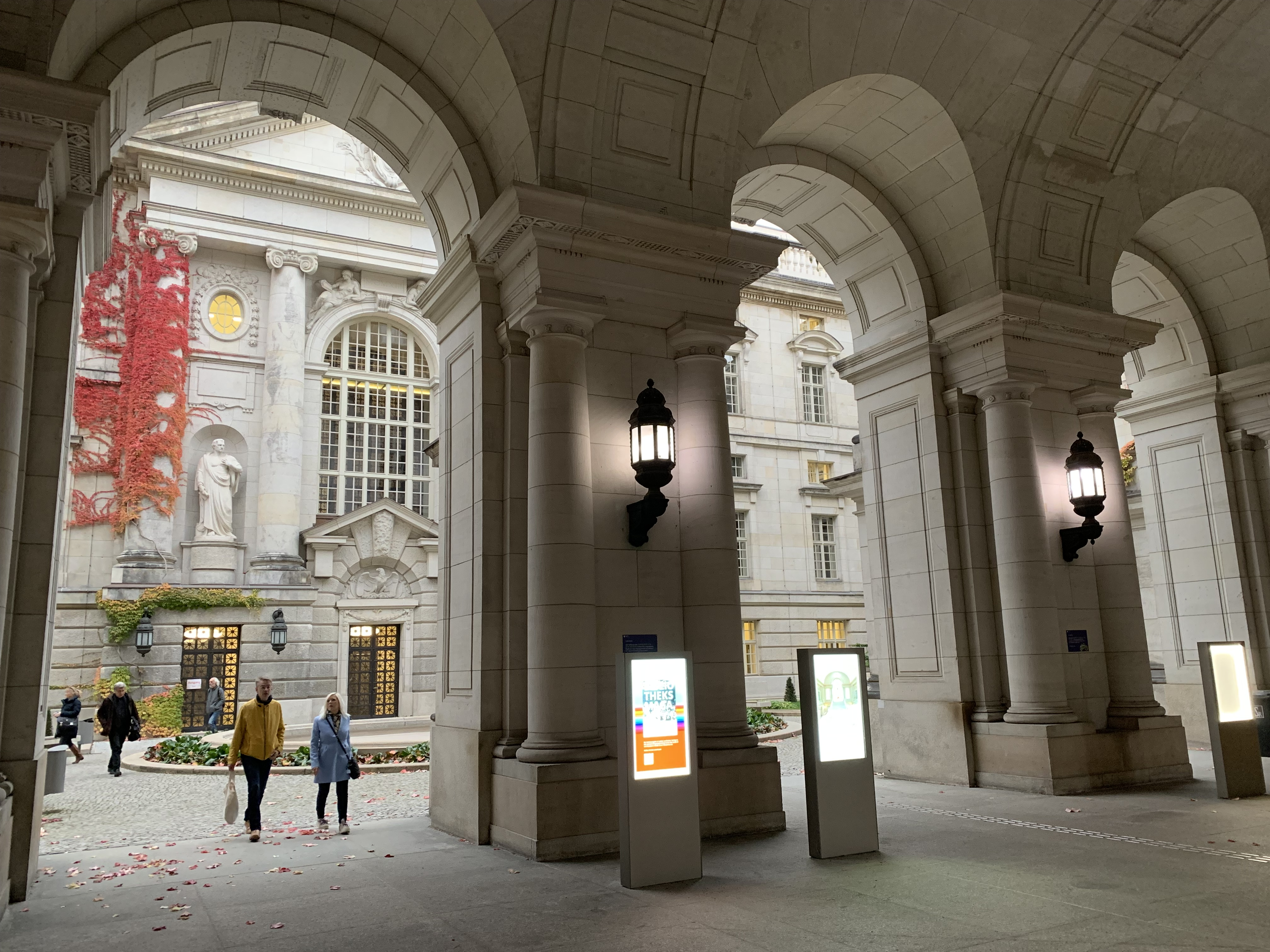
Eingang zum Innenhof
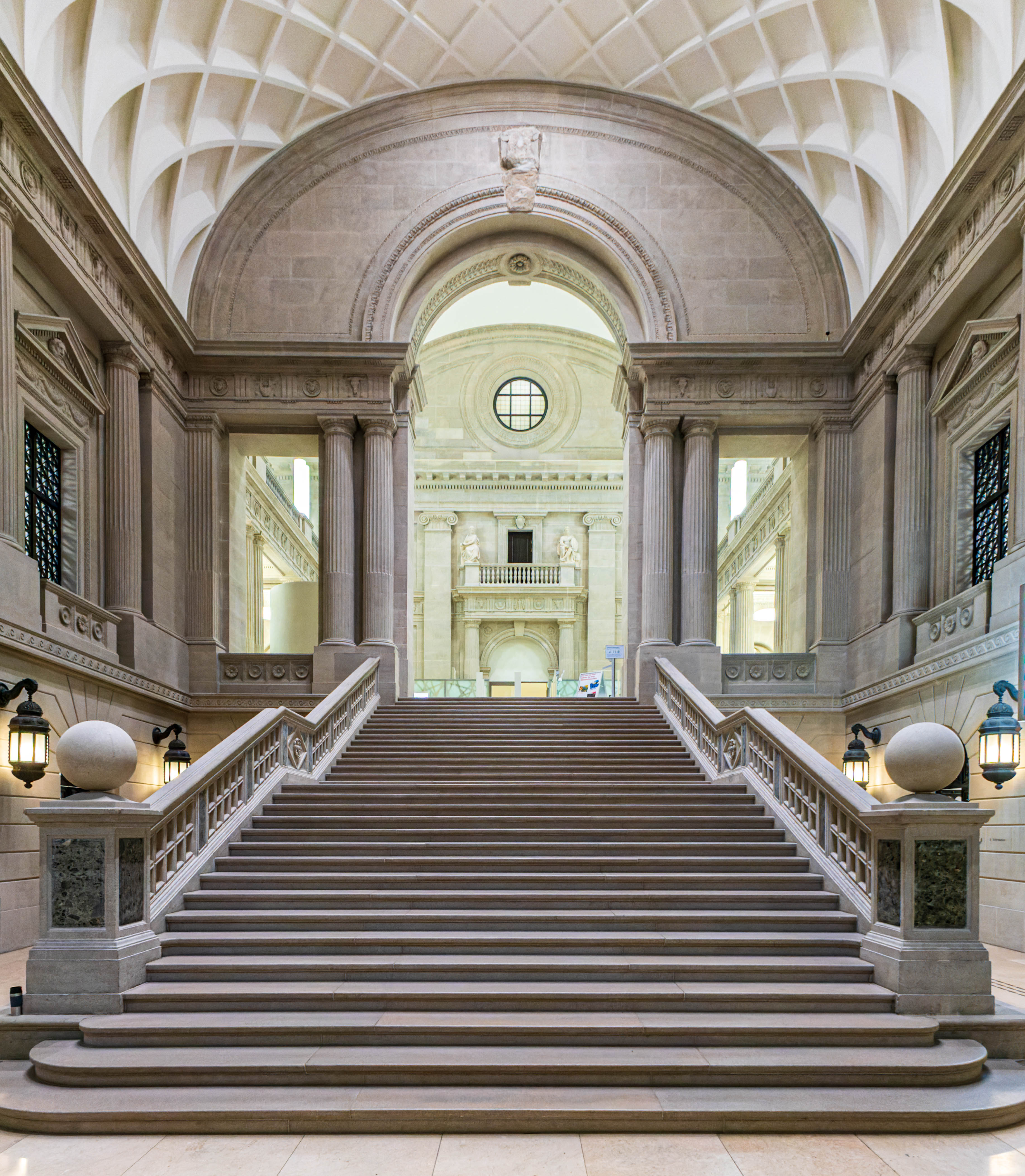
Treppenhalle

## Geschichte
Im Zweiten Weltkrieg wurden durch alliierte Luftangriffe vor allem die Lesesäle beschädigt, während die Fassade weitgehend intakt geblieben ist. Der Kuppellesesaal wurde 1955 zunächst durch ein Notdach gesichert, 1977 dann aber zusammen mit dem Universitätslesesaal abgerissen. Anstelle der historischen Lesesäle, die Ihne nach den Vorbildern in Paris, London und Washington geschaffen hatte, entstanden vier Magazintürme, in denen zwar Platz für den permanenten Bestandszuwachs war, die allerdings in keiner Weise das Fehlen eines zentral gelegenen, großzügigen Lesesaals kompensieren konnten. Der Ehrenhof blieb im ursprünglichen Zustand mit Springbrunnen, Wege- und Grünflächen erhalten. Sein Fassadenbewuchs mit wildem Wein stammt vermutlich noch aus der Kaiserzeit. Original sind auch die Laternen an den Haupteingängen sowie im Haupttreppenhaus und die schmiedeeisernen Gitter in der Lindenhalle. In der DDR-Zeit wurden die Plastik und das Relief Lesender Arbeiter von Werner Stötzer im Ehrenhof aufgestellt.

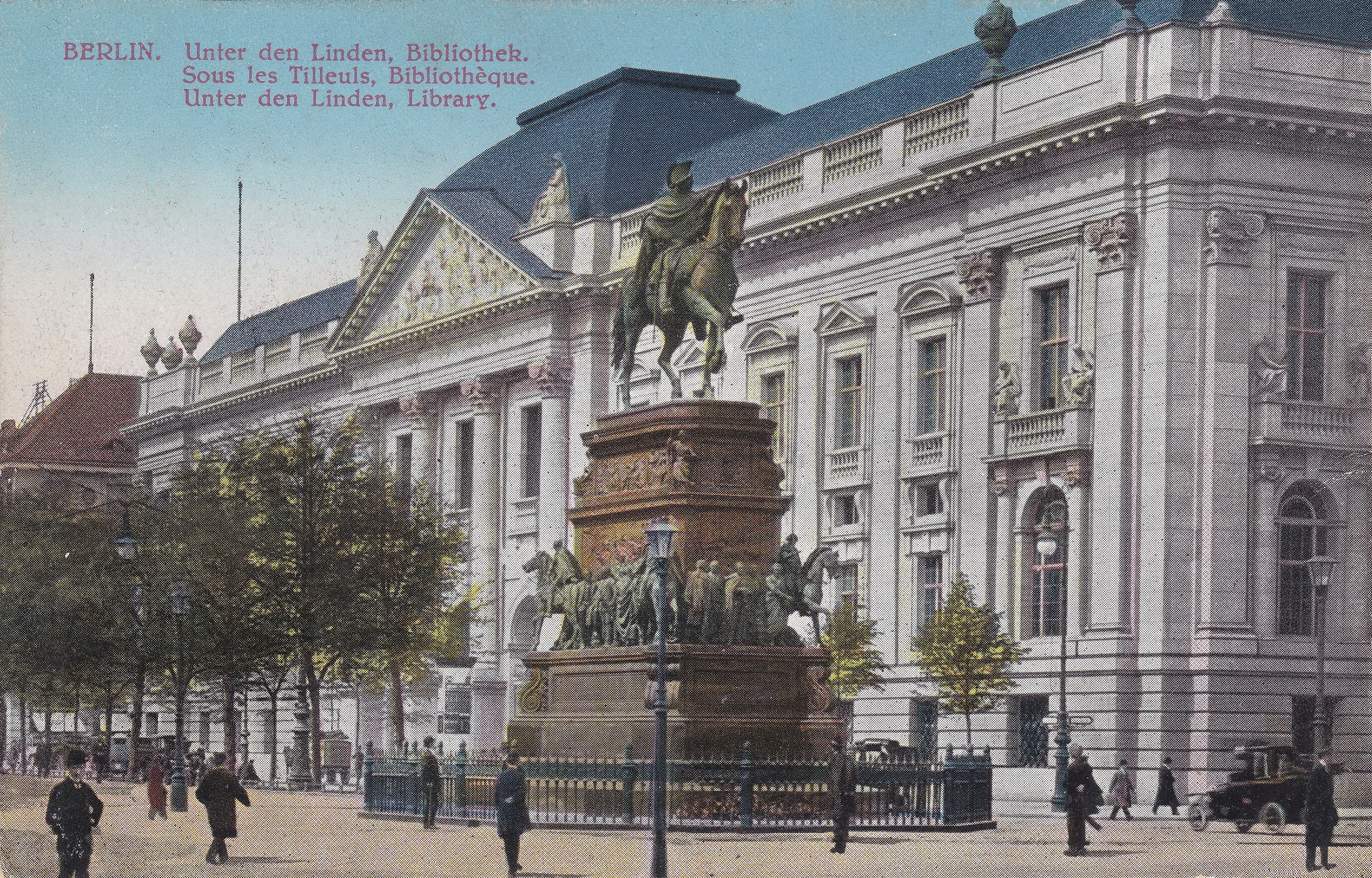
Preußische Staatsbibliothek, um 1914
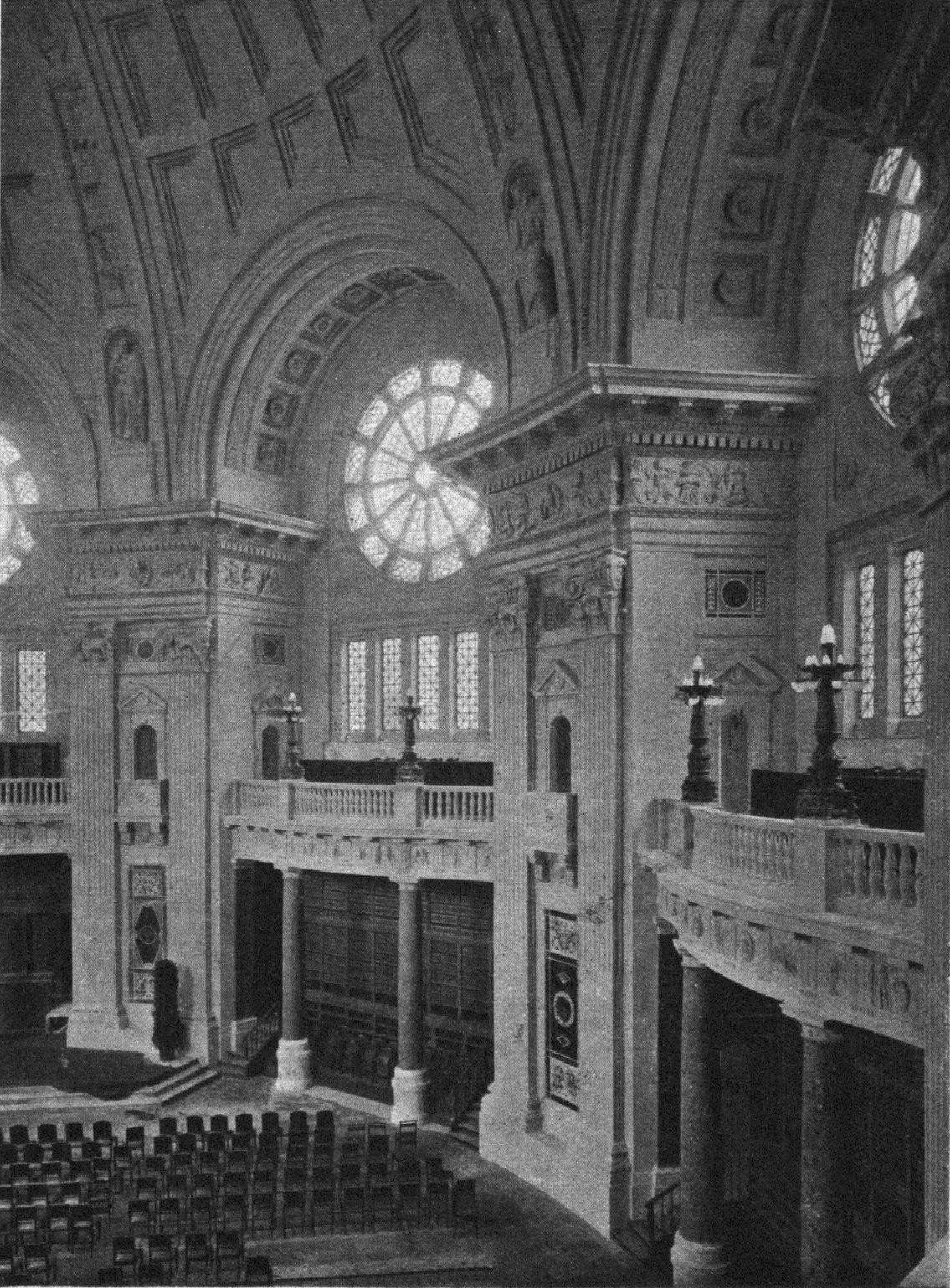
Ansicht des Kuppellesesaals, 1914
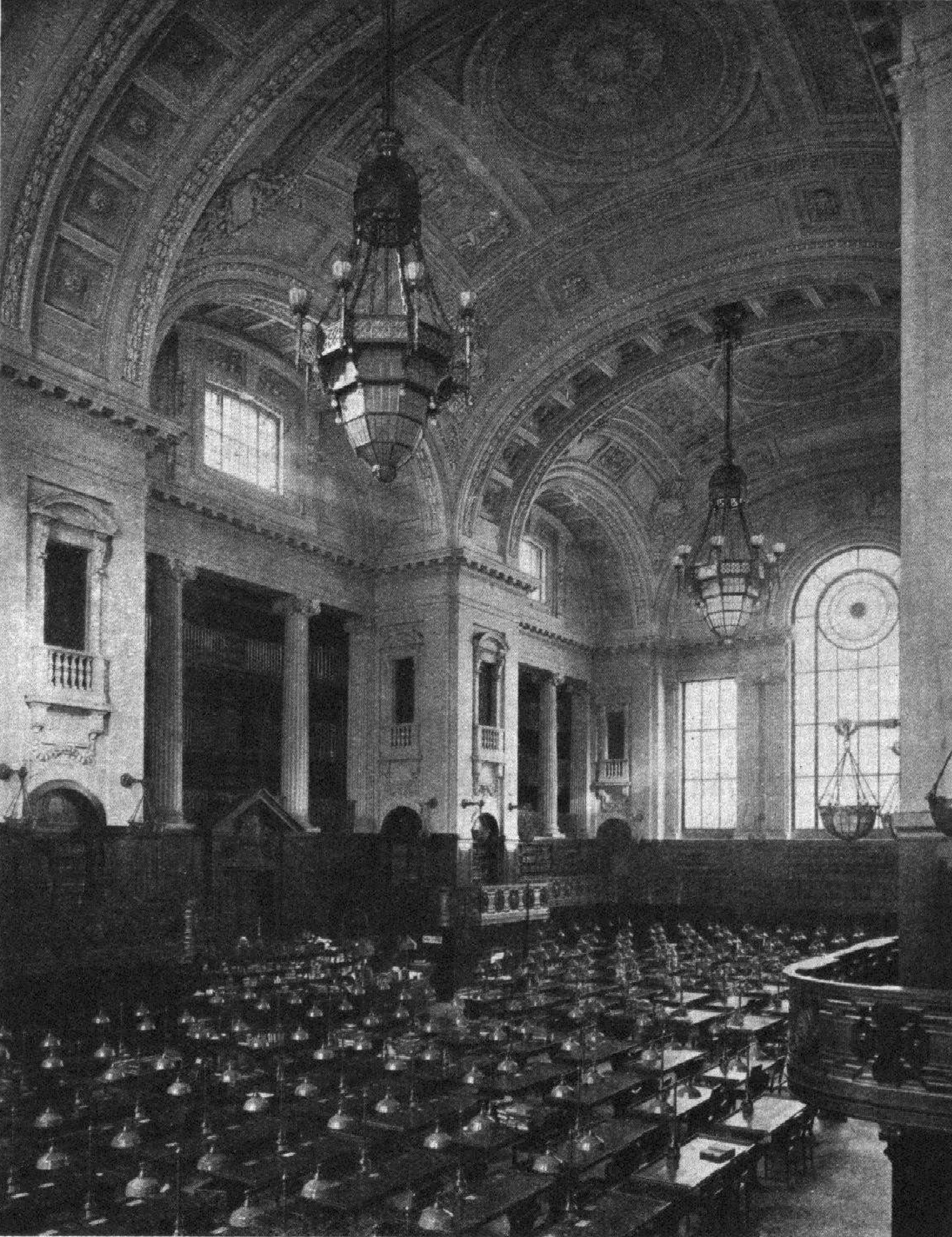
Ansicht des Universitätslesesaals, 1914
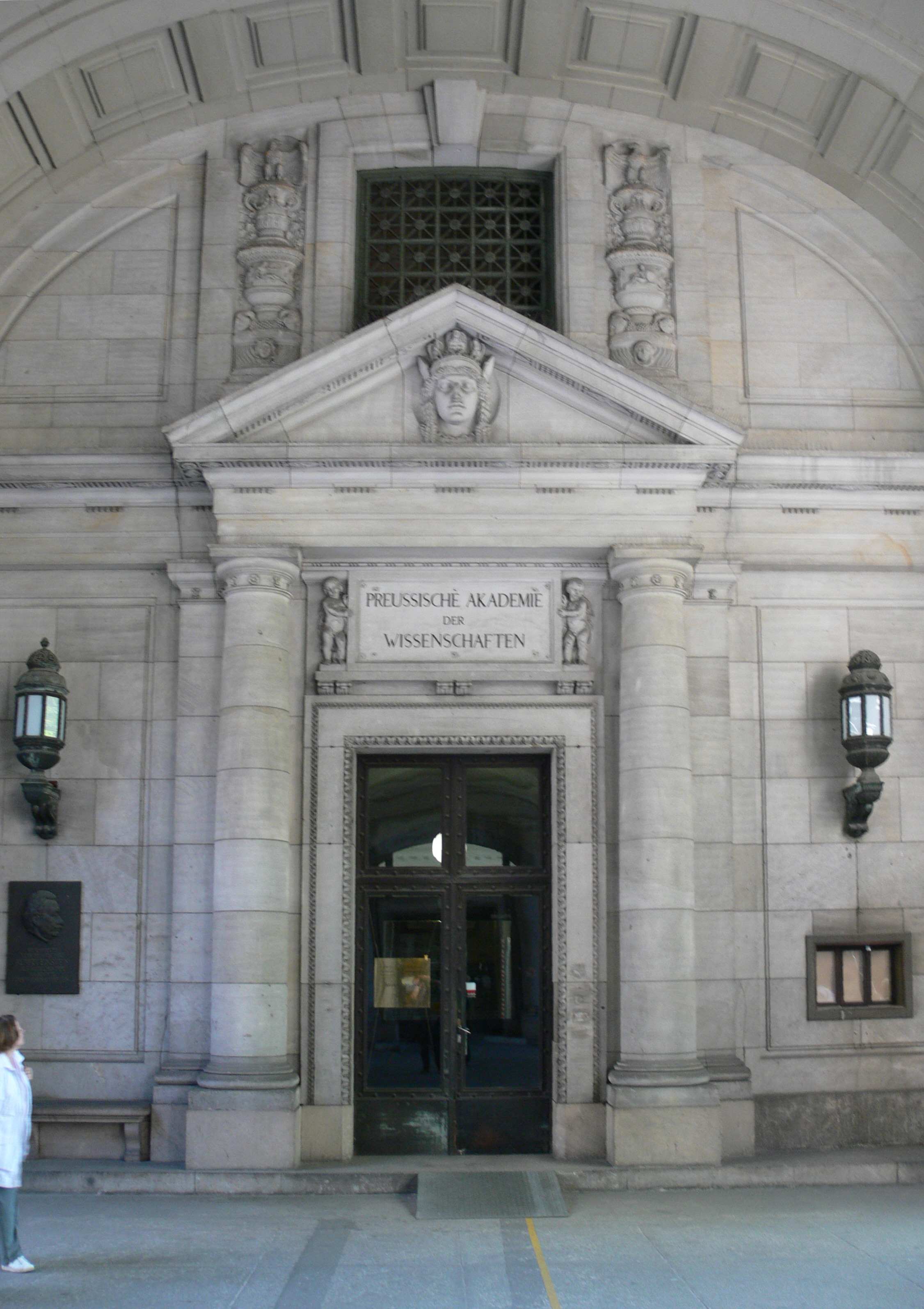
Portal zur Preußischen Akademie der Wissenschaften
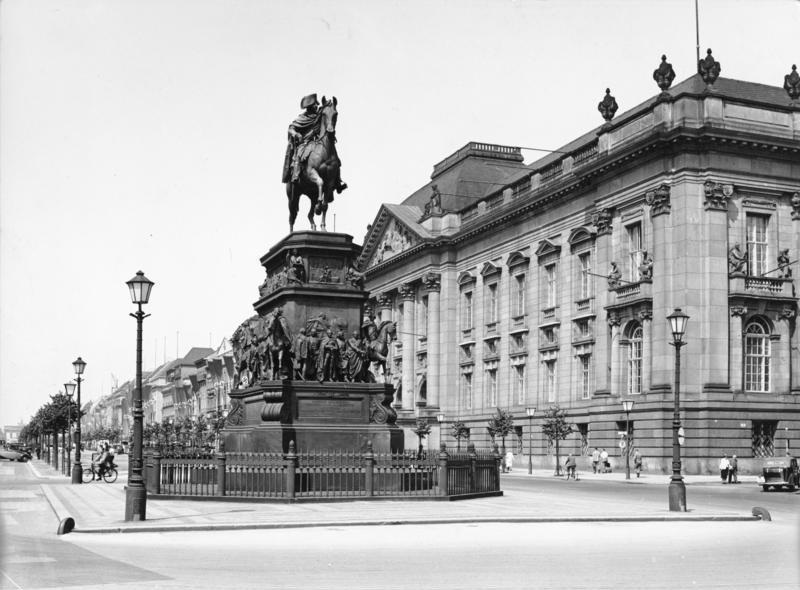
Unter den Linden 1935

Seit der deutschen Wiedervereinigung beheimatet das Gebäude größtenteils die Staatsbibliothek zu Berlin, im südöstlichen Flügel sind die Bibliothek sowie Teile der Akademienvorhaben der Berlin-Brandenburgischen Akademie der Wissenschaften untergebracht.

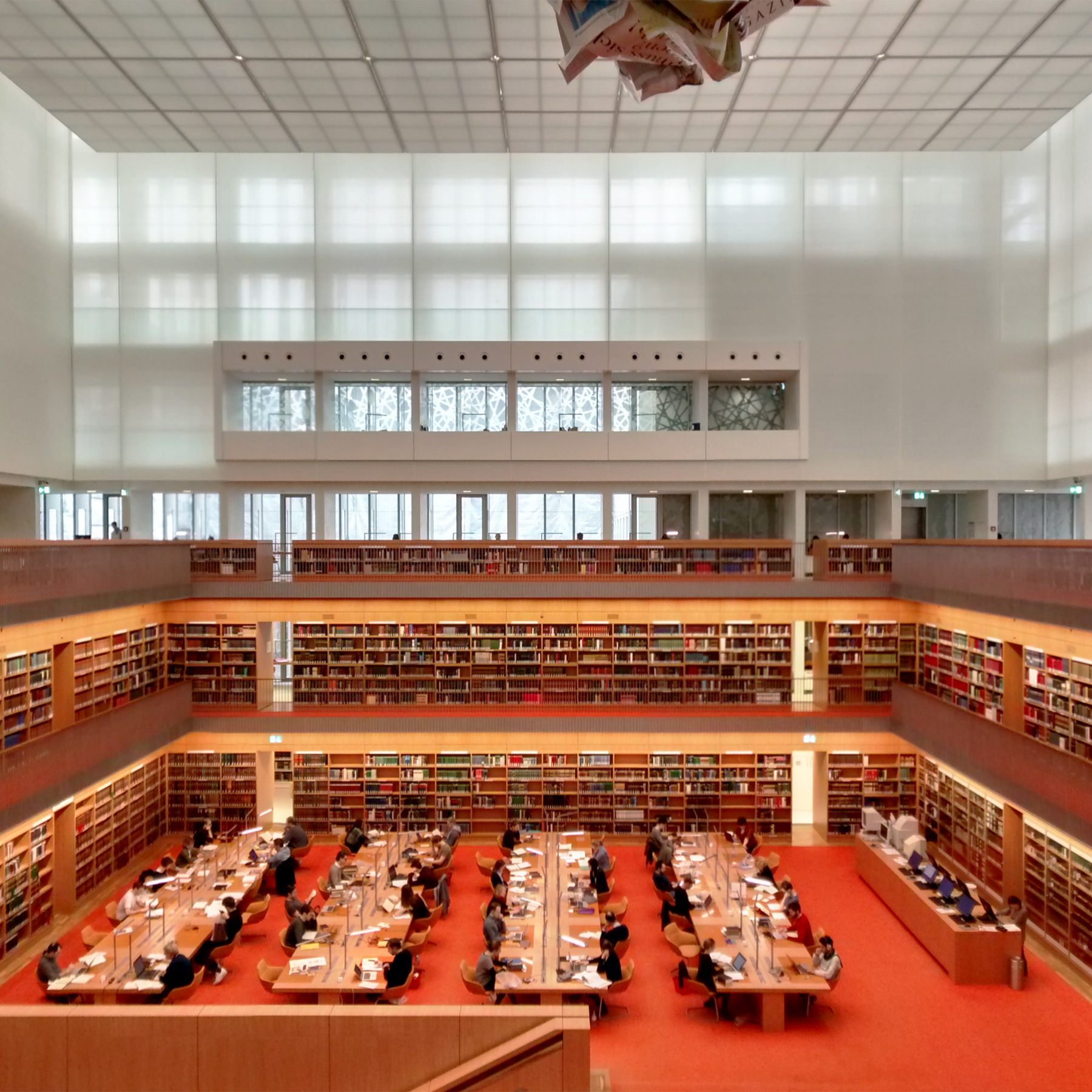
Lesesaal, 2016

Von 2005 bis 2019 wurde die Staatsbibliothek Unter den Linden für rund 470 Millionen Euro nach den Plänen von HG Merz umfangreich saniert und mit Neubauten ergänzt. Vor dem Beginn der unterirdischen Bauarbeiten für die Neubauten – den als Glaskubus ausgeführten Allgemeinen Lesesaal, den Rara-Lesesaal, die Tresormagazine und das Freihandmagazin – wurden in einem aufwendigen Verfahren die Magazintürme abgerissen, danach wurde in 13 m Tiefe eine 5 m dicke Gründungssohle eingebracht. Die Kuppel über dem Mittelrisalit wurde originalgetreu rekonstruiert, das Tonnengewölbe in der Treppenhalle und die Kuppel im Vestibül wurden vereinfacht wiederaufgebaut. Im Erdgeschoss befindet sich das 2022 eröffnete Bibliotheksmuseum. Nach Rückverlagerung und Zusammenführung ausgelagerter Bestände wurde das Gebäude am 25. Januar 2021 wiedereröffnet. Aufgrund der COVID-19-Pandemie konnte nur ein digitaler Festakt im Beisein von Bundestagspräsident Wolfgang Schäuble und Kulturstaatsministerin Monika Grütters abgehalten werden, das Haus ist seit Juni 2021 geöffnet.
2023 legten der Handschriftenlesesaal und der Lesesaal für Kinder- und Jugendliteratur ihre Benutzungsdienste zusammen. Der Lesesaal für Kinder- und Jugendliteratur wurde in Lesesaal Utopia umbenannt und zu einem Raum für Videokonferenzen umgestaltet.